# Siłownia (sport)
Siłownia − miejsce przeznaczone do uprawniania kulturystyki, lub ćwiczeń siłowych. Odpowiednik gr. γυμνάσιον gymnásion – „miejsce służące gimnastyce”.

## Galeria

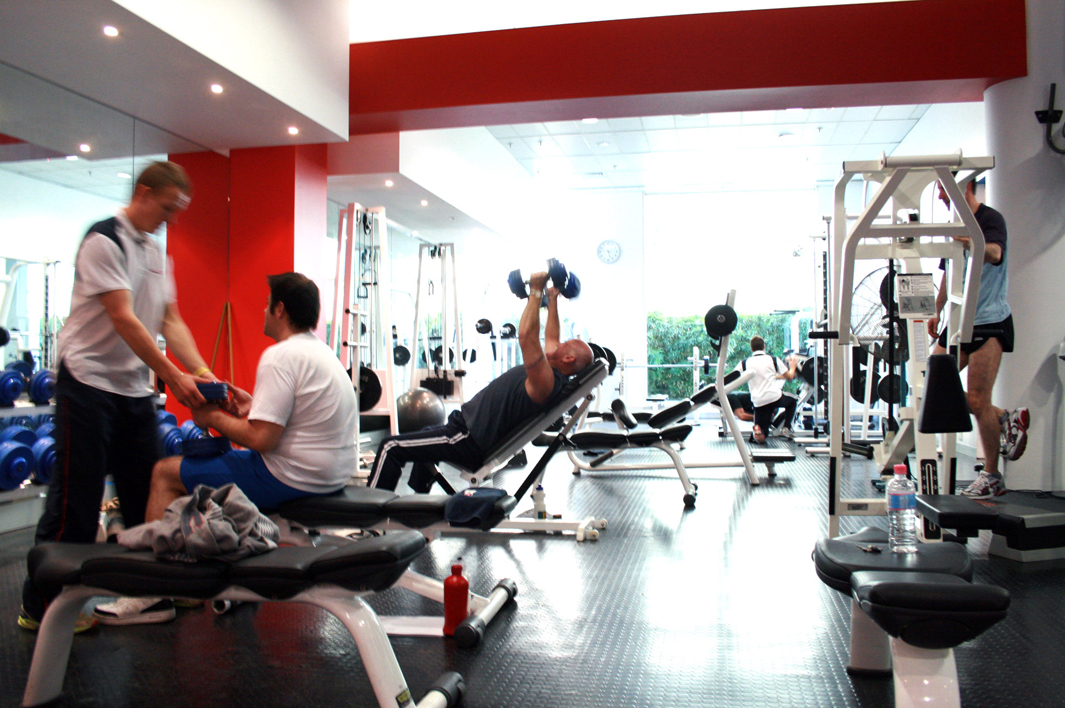
Siłownia
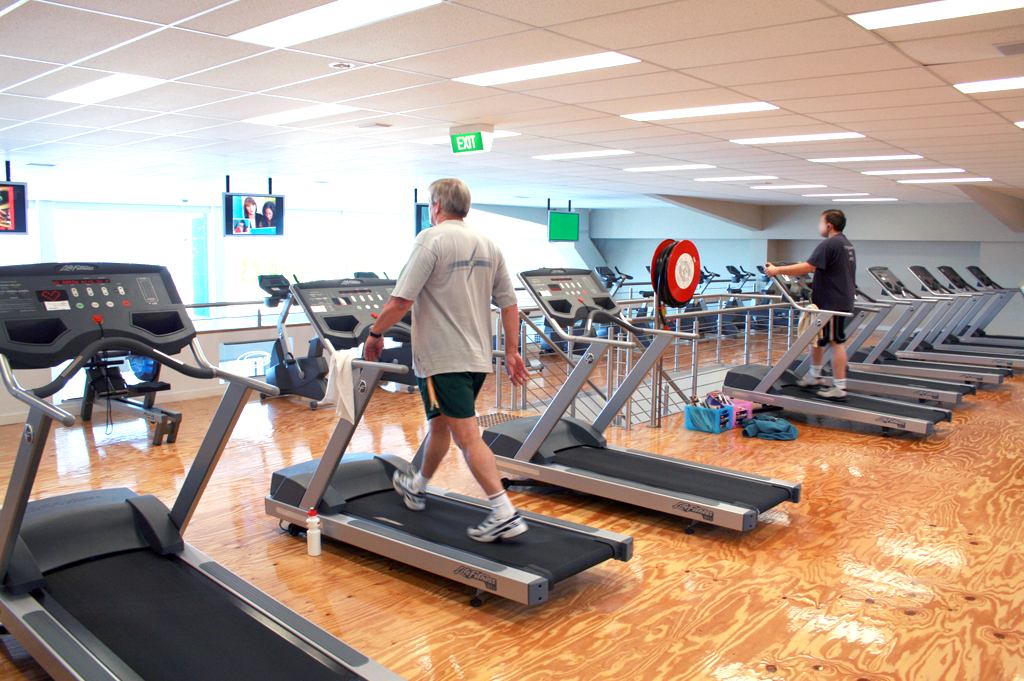
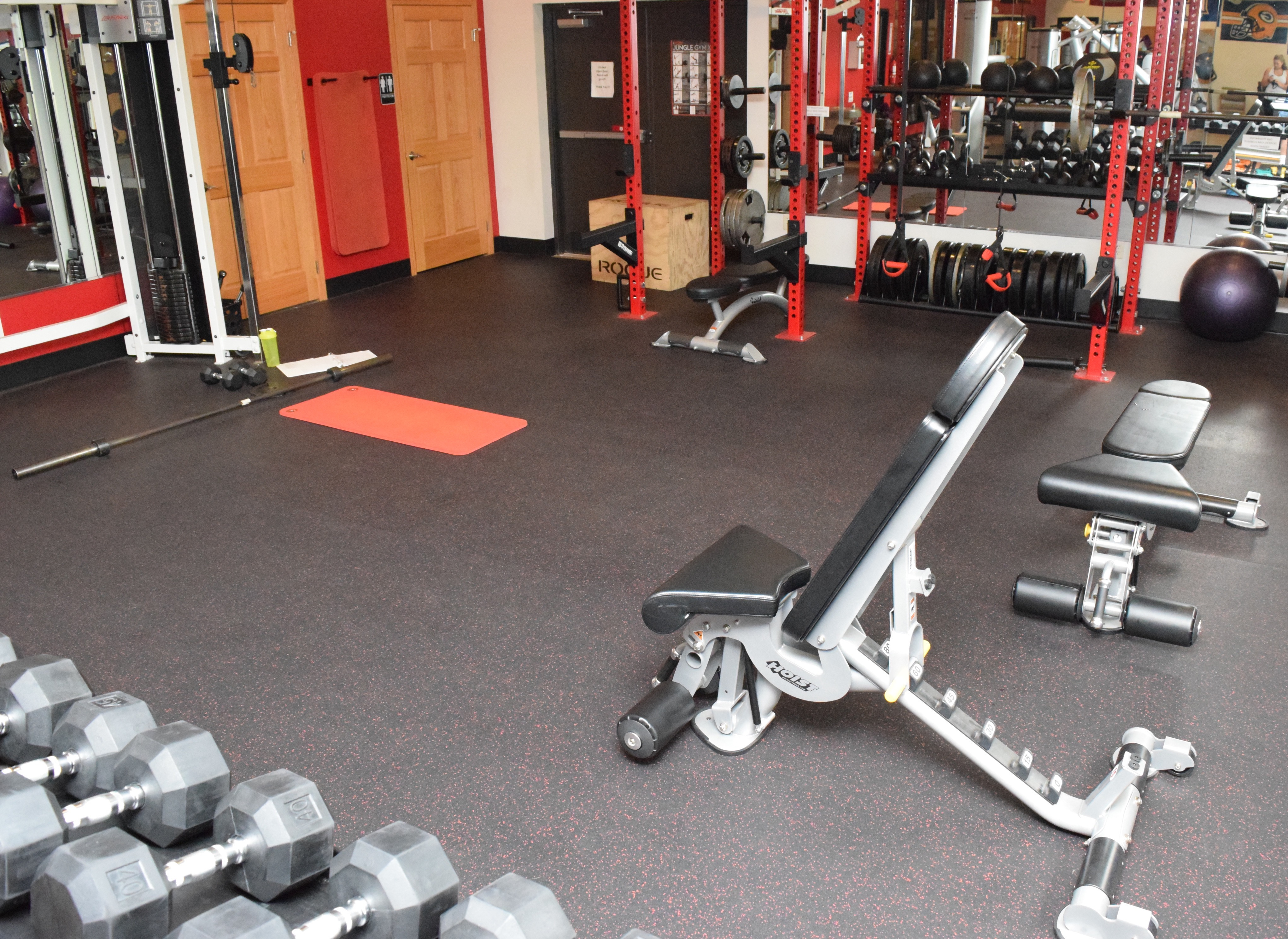
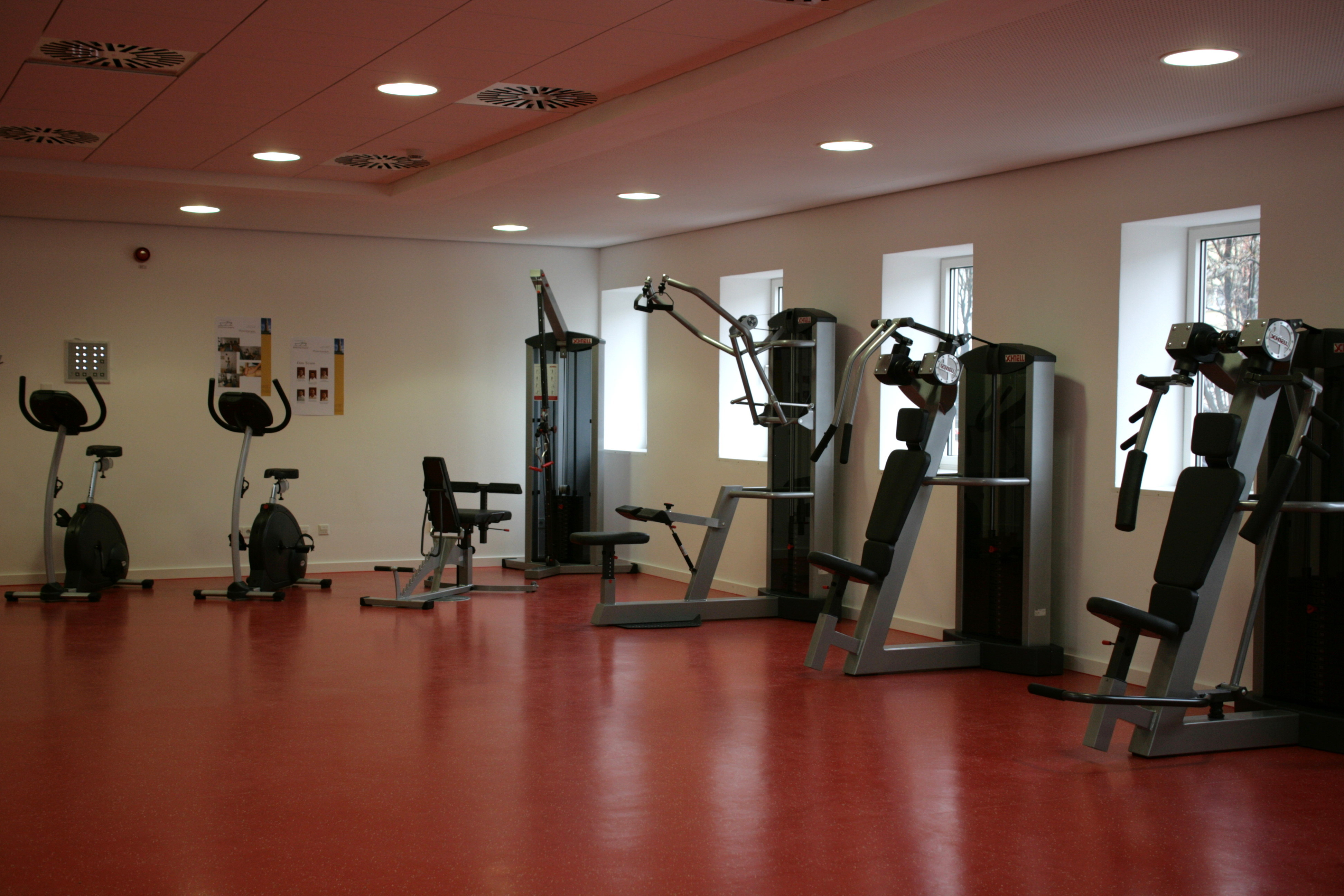